# Гипотеза (математика)
Гипотеза в математике — утверждение, которое на основе доступной информации представляется с высокой вероятностью верным, но для которого не удаётся получить математическое доказательство. Математическая гипотеза является открытой математической проблемой, и каждую нерешённую математическую проблему, которая является проблемой разрешимости, можно сформулировать в форме гипотезы. Однако в виде гипотезы может быть сформулирована не всякая математическая проблема. Например, конкретное решение некоторой системы уравнений или задачи оптимизации для 2208 неизвестных предугадать невозможно, но такое решение может быть не только практическим, но и собственно математическим результатом.
Гипотеза Римана, Великая теорема Ферма, гипотеза Варинга и некоторые другие математические гипотезы сыграли значительную роль в математике, поскольку попытки их доказательства привели к созданию новых областей и методов исследования.

## Математическая и естественнонаучная гипотеза
В отличие от естественнонаучной гипотезы, математическая гипотеза может быть логически доказана в некоторой системе аксиом, после чего она становится теоремой, верной при этих ограничениях, «на все времена». Характерным примером является научное наследие Ньютона, заявлявшего, что он «гипотез не измышляет», и стремившегося в физике не выходить за рамки математической модели. Математические теоремы Ньютона, как и древнейшая теорема Пифагора, по сей день остаются в силе, однако его классическая механика и теория тяготения после появления специальной и общей теорий относительности стали опровергнутыми физическими гипотезами. Если разрешимая математическая гипотеза может быть либо доказана, либо опровергнута, то для естественнонаучной гипотезы в силу относительности естественнонаучного знания свойства верифицируемости и фальсифицируемости не исключают друг друга. Механика Ньютона неприменима для скоростей, близких к скорости света, но с очень большой точностью описывает движение большинства тел Солнечной системы. Поэтому в физике обычно говорят не об опровержении гипотез, а об ограничении сферы применимости теории.

## Разрешение математических гипотез

### Доказательство
Математика основана на формальных доказательствах. Сколь бы убедительной гипотеза ни казалась, сколько бы ни было приведено примеров в её подтверждение, гипотеза может быть опровергнута одним контрпримером. Современные математические журналы иногда публикуют результаты исследований о диапазоне, в пределах которого справедливость гипотезы проверена. Например, гипотеза Коллатца проверена для всех целых чисел вплоть до 1,2 × 1012, однако этот факт сам по себе ничего не даёт для доказательства гипотезы.
Для доказательства гипотезы должно быть предъявлено математическое доказательство, которое путём логически безупречного рассуждения на основе некоторой системы аксиом делает единственно возможным утверждение гипотезы или логически невозможным противоположное утверждение.
Когда гипотеза доказана, то в математике она становится теоремой. Теоремой может стать и опровержение явной или неявной гипотезы. В истории математики некоторые гипотезы длительное время существовали в неявной форме, и многочисленные попытки найти квадратуру круга или решение алгебраического уравнения пятой степени в радикалах исходили из опровергнутых впоследствии гипотез о том, что это возможно.

### Опровержение
Опровержение гипотезы также осуществляется с помощью доказательства, но с учётом типичных формулировок гипотез опровержение часто является простейшим видом доказательства — контрпримером. Такое доказательство является простейшим с логической точки зрения, однако построение примера в теории графов или поиск примера в теории чисел (гипотеза Эйлера) может быть делом очень непростым. После опровержения гипотеза может стать фактом истории математики, а может трансформироваться в новую математическую гипотезу. Например, гипотеза Эйлера после опровержения трансформировалась в гипотезу Ландера — Паркина — Селфриджа. В этом случае процесс сходен с эволюцией естественнонаучных гипотез.

### Неразрешимые гипотезы
Не для всякой гипотезы можно доказать её истинность или ложность в заданной системе аксиом. Согласно теореме Гёделя о неполноте, во всякой достаточно сложной аксиоматической теории, например в арифметике, существуют утверждения, которые нельзя ни опровергнуть, ни доказать в рамках самой теории. Поэтому всякая математическая теория, содержащая арифметику, содержит не опровергаемые и недоказуемые в её рамках гипотезы.
Например, было доказано, что континуум-гипотеза Кантора в теории множеств не зависит от общепринятой системы аксиом Цермело — Френкеля. Поэтому можно принять в качестве аксиомы это утверждение или его отрицание, не приходя к противоречию с остальными аксиомами и без каких-либо последствий для доказанных ранее теорем. В геометрии с древнейших времён сомнения математиков вызывала аксиома параллельности Евклида. Сегодня известно, что если принять противоположную аксиому, то можно построить непротиворечивую геометрию Лобачевского, включающую абсолютную геометрию, то есть с сохранением всех остальных аксиом.

### Условные доказательства
Из справедливости некоторых недоказанных гипотез вытекают важные следствия. Если существует широко распространённое мнение, что гипотеза верна, то математики иногда доказывают теоремы, которые верны только при условии справедливости такой гипотезы, в надежде что гипотеза будет доказана. Подобные доказательства распространены, например, в связи с гипотезой Римана.

## Несколько известных примеров
Здесь перечислены утверждения, которые оказали большое влияние на математику, находясь в статусе гипотез. Одни из них остаются гипотезами по сей день, другие были доказаны либо опровергнуты.

### Великая теорема Ферма
В теории чисел Великая теорема Ферма утверждает, что ни для каких для трёх натуральных чисел {\displaystyle a,b,c} равенство {\displaystyle a^{n}+b^{n}=c^{n}} не выполняется, если целое число {\displaystyle n} превышает 2.
Пьер Ферма записал это предположение в 1637 году на полях «Арифметики» Диофанта вместе с утверждением, что имеет доказательство, но оно слишком большое, чтобы уместиться на этих полях. Первое успешное доказательство было получено Джоном Уайлсом в 1994 году и опубликовано в 1995 году, после 358 лет усилий многих математиков. Попытки решить эту проблему в XIX веке привели к развитию алгебраической теории чисел и доказательству теоремы о модулярности в XX веке.

### Гипотеза Пуанкаре
Гипотеза Пуанкаре утверждает, что всякое односвязное компактное трёхмерное многообразие без края гомеоморфно трёхмерной сфере. Анри Пуанкаре сформулировал эту гипотезу в 1904 году. После почти вековых усилий математиков Григорий Перельман доказал эту гипотезу в трёх статьях, размещенных в 2002 и 2003 годах на сайте arXiv. Доказательство следовало предложению Ричарда Гамильтона использовать для решения поток Риччи. Несколько команд математиков проверили доказательство Перельмана и подтвердили, что оно верное. Интересно, что для сфер большей размерности доказательства были получены ранее.

### Гипотеза Римана
Гипотеза Римана, предложенная в 1859 году, утверждает, что все нетривиальные корни дзета-функции Римана имеют действительную часть, равную 1/2. Из справедливости гипотезы Римана вытекает ряд результатов о распределении простых чисел. Некоторые математики считают эту гипотезу наиболее важной нерешённой проблемой в «чистой математике». Гипотеза Римана входит в списки проблем Гильберта и задач тысячелетия.

### Равенство классов P и NP
Вопрос о равенстве классов P и NP входит в список задач тысячелетия и является одной из главных проблем информатики. Неформально, но достаточно точно вопрос сводится к тому, можно ли любую задачу, предъявленное решение которой можно проверить за полиномиальное время, также и решить за полиномиальное время, используя полиномиальную память. Сегодня преобладает мнение, что это не так. Но если доказательство истинности этой гипотезы может быть конструктивным (надо предъявить всего лишь один алгоритм, что пытаются сделать очень многие), то как доказывать обратное — неясно. Вероятно, впервые проблема упомянута в
1956 году в письме Курта Гёделя Джону Нейману. Точно проблему сформулировал в 1971 году Стивен Кук и она считается многими важнейшей открытой проблемой в этой области.

## История
Древнегреческие математики часто применяли в качестве метода математического доказательства мысленный эксперимент, включавший в себя выдвижение гипотез и вывод из них с помощью дедукции следствий с целью проверки правильности первоначальных догадок. Сегодня такие рассуждения называются методом доказательства от противного. Платон рассматривал гипотезы как посылки разработанного им аналитико-синтетического метода доказательства, способного обеспечить абсолютно истинный характер вывода. Однако гипотеза как метод исследования была отвергнута Аристотелем, который в качестве посылок силлогистического доказательства мыслил лишь общие, необходимые и абсолютные истины. Это обусловило последующее негативное отношение учёных к гипотезам как форме недостоверного или вероятного знания. Преодолеть противопоставление гипотез и абсолютно точного знания и, как следствие, пренебрежительное отношение к гипотезам удалось лишь в XIX веке. В частности, Энгельс, рассматривая гипотезу как форму «развития естествознания», выдвинул положение о взаимосвязи гипотез с законами и теориями как разными формами относительно истинного знания.